# Araneus canacus
Araneus canacus är en spindelart som beskrevs av Lucien Berland 1931. Araneus canacus ingår i släktet Araneus och familjen hjulspindlar.
Artens utbredningsområde är Nya Kaledonien. Inga underarter finns listade i Catalogue of Life.